# فرودگاه یونشوپینگ
فرودگاه یونشوپینگ (به انگلیسی: Jönköping Airport) (به زبان بومی: Jönköping flygplats) یک فرودگاه مسافربری با کد یاتا JKG است که یک باند فرود آسفالت دارد و طول باند آن ۲۲۰۳ متر است. این فرودگاه در شهر یونشوپینگ کشور سوئد قرار دارد و در ارتفاع ۲۲۶ متری از سطح دریا واقع شده‌است.

## شرکت‌های هواپیمایی و مقصدهای پروازی

### مسافری
The airport currently offers two year-round scheduled routes to استکهلم and فرانکفورت as well as one seasonal route to ویزبه. Additionally, it serves a number of charter flights, all of which are organised by either Quality Travel, TUI or Ving, with the exception of the جرمنیا inward charters.
| شرکت‌های هواپیمایی                | مقصدهای پروازی                         |
| -------------------------------- | -------------------------------------- |
| ایجین ایرلاینز                   | چارتر فصلی: خانیا                      |
| ایر اروپا                        | چارتر فصلی: پالما د مایورکا            |
| بی‌ام‌آی رجیونال                   | فرانکفورت، کارلشته                     |
| BRA Braathens Regional Airlines  | چارتر فصلی: جیرونا-کاستا براوا، اسپلیت |
| جرمنیا                           | چارتر فصلی: دوسلدورف                   |
| جت تایم                          | چارتر فصلی: گرن کناریا، تنریف جنوبی    |
| نکست‌جت                           | استکهلم-آرلاندا فصلی: ویزبه            |
| Small Planet Airlines            | چارتر فصلی: لارناکا                    |
| اسمارت‌لینکس ایرلاینز             | چارتر فصلی: جیرونا-کاستا براوا         |
| Thomas Cook Airlines Scandinavia | چارتر فصلی: رود                        |
| تی‌یوآی‌فلای نوردیک                | چارتر فصلی: رود                        |

### باری
| شرکت‌های هواپیمایی    | مقصدهای پروازی                   |
| -------------------- | -------------------------------- |
| ایرست                | بیلاند، کارلسروهه/بادن-بادن      |
| Amapola Flyg         | گوتنبرگ-لاندوتر، استکهلم-آرلاندا |
| ASL Airlines Belgium | بروکسل، هلسینکی                  |
| West Air Sweden      | گاردرموئن اسلو                   |